# Le Moulin des supplices
Pour plus de détails, voir Fiche technique et Distribution.
Le Moulin des supplices (Il mulino delle donne di pietra) est un film d'horreur franco-italien coécrit et réalisé par Giorgio Ferroni, sorti en 1960.

## Synopsis
Afin de parfaire ses documentations pour en faire une monographie sur les carillons, un jeune étudiant se déplace sur une île pas loin d'Amsterdam pour rencontrer le célèbre sculpteur qui vit dans un pittoresque moulin avec sa fille atteinte d’une maladie incurable, dont le jeune tombe éperdument amoureux, et un mystérieux docteur. Ce dernier lui fait visiter une pièce transformée en une macabre exposition mécanique de figures féminines en cire. Les jours passent, le jeune homme a des doutes sur le propriétaire et son assistant, ainsi que sur les disparitions inexpliquées de plusieurs femmes.

## Fiche technique
- Titre original : Il mulino delle donne di pietra
- Titre français : Le Moulin des supplices ou Le Moulin des femmes de pierre[1]
- Réalisation : Giorgio Ferroni
- Scénario : Remigio Del Grosso (it), Giorgio Ferroni, Ugo Liberatore et Giorgio Stegani, d'après une nouvelle de Pieter van Weigen
- Photographie : Pier Ludovico Pavoni
- Son : Jacques Bonpunt
- Montage : Antonietta Zita (it)
- Musique : Carlo Innocenzi
- Décors : Arrigo Equini (it)
- Production : Giampaolo Bigazzi
- Sociétés de production[2] : CEC (Comptoir d'expansion cinématographique, France), Explorer Film 58 (Italie), Galatea Film (Italie), Faro Film (Italie), Wanguard Film (Italie)
- Sociétés de distribution[2],[3] : DCF (France), Armor Films (France), Cinexport (vente à l'étranger)
- Pays de production :  France,  Italie
- Langue originale : italien
- Format : couleur (Eastmancolor)[Note 1] — 35 mm — 1,66:1 — monophonique
- Genre : horreur
- Durée : 96 minutes
- Dates de sortie :
  - Italie : 30 août 1960[4]
  - France : 5 septembre 1962[1]
- Classification et visa CNC : mention « tous publics »[Note 2], visa d'exploitation no 23485 délivré le 2 décembre 1994

## Distribution
- Pierre Brice  (VF : Jean-Louis Jemma) : Hans von Arnim
- Scilla Gabel  (VF : Nelly Benedetti) : Elfie Wahl
- Wolfgang Preiss  (VF : Michel Gatineau) : Dr Loren Bohlem
- Dany Carrel  (VF : elle-même) : Liselotte Kornheim
- Herbert A.E. Böhme (VF : Pierre Morin) : le sculpteur Gregorius Wahl
- Liana Orfei : Annelore
- Marco Guglielmi  (VF : Michel Roux) : Ralf
- Olga Solbelli : Selma
- Alberto Archetti : Konrad

## Production

### Tournage
- Les extérieurs ont été tournés en Belgique et aux Pays-Bas[5],[6] et les intérieurs aux studios Cinecittà de Rome (Italie)[5].
- Dany Carrel[7] : « S'il est un cinéma que j'affectionne, c'est le cinéma fantastique. Il est le cinéma de tous les possibles, de tous les rêves. Des truquages les plus fous aux histoires les plus délirantes[Note 3]. […] On m'appelait en Italie : Giorgio Ferroni tournait Le Moulin aux supplices. J'étais une étudiante qui échappait à une mort atroce. Une histoire folle de savant fou, pour un film totalement fou. Modèle du cinéma fantastique italien, valeur sûre des cinémathèques, le film est aujourd'hui considéré comme un chef-d'œuvre du film de terreur. »

## Accueil
- AllMovie[8],[Note 4] : « Le Moulin des supplices est un petit bijou de film d'horreur qui ravira les aficionados du genre. Cela ne veut pas dire que c'est parfait ; loin de là, en fait. On relève beaucoup de défauts. Par exemple, le rythme du premier tiers est, dirons-nous, tranquille, ce qui pourrait dissuader beaucoup de spectateurs. Même après une légère remontée dans le deuxième tiers, ce n’est que dans la dernière partie du film que les choses se compliquent en grand nombre, ce qui non seulement compense la lenteur, mais permet de conclure que cette lenteur était nécessaire pour que le résultat soit aussi important. Même sans cela, on relève cependant beaucoup de qualités, notamment l'excellente utilisation des couleurs par le réalisateur Giorgio Ferroni et le soin que lui et Pier Ludovico Pavoni [directeur de la photo] consacrent aux prises de vue. Et le décor du « moulin de l'horreur » est en lui-même fascinant. Il y a ses antécédents dans d'autres films (tels que House of Wax (désambiguïsation) (en)[Note 5]), mais celui-ci est présenté d'une manière particulièrement macabre. Comme dans beaucoup de films d'horreur, il y a des problèmes d'écriture et de jeu d'acteurs, mais Ferroni laisse une telle empreinte sur l'intrigue que la plupart des spectateurs seront ravis d'ignorer les lacunes et se régaleront de ce petit exercice bizarre. »
- Arte[9] : « Le Moulin des supplices appartient au second âge d’or du cinéma fantastique, qui vit le jour entre la fin des années 50 et le début des années 60 en Europe, succédant à un premier âge d’or, celui de la production hollywoodienne des années 30. […] Moins célèbre que Le Masque du démon de Mario Bava ou Les Vampires de Riccardo Freda, Le Moulin des supplices n’en est pas moins une réussite essentielle du fantastique gothique transalpin, qui a trouvé de nombreux admirateurs au fil du temps, parmi lesquels Kiyoshi Kurosawa. C’est le premier titre en couleur parmi cette série de films fantastiques italiens, avant les fameuses inventions chromatiques de Bava dans Les Trois Visages de la peur ou Six Femmes pour l'assassin. Giorgio Ferroni parvient à installer une atmosphère inquiétante grâce à une utilisation remarquable des décors et surtout une photographie magnifique qui exalte les tons mordorés et cramoisis. Le thème de la régénération sanguine, les incessants vas et viens entre la vie et la mort, le rêve et la réalité, la pâleur cadavérique et la flamme du désir charnel trouvent ici une illustration d’une vénéneuse splendeur plastique. […] Conscient d’inscrire son film dans une histoire du cinéma hanté, Ferroni se permet une brève mais mémorable citation du Vampyr de Dreyer, avec la reprise de l’image du sonneur de cloche sur la rive d’un fleuve. »